# 图马克村委员会
图马克村委员会（俄语：Тумакский сельсовет）是俄罗斯联邦阿斯特拉罕州沃洛达尔斯基区所属的一个村委员会。其下辖有1个居民点，行政中心为图马克。据2015年统计，该村委员会的人口为2520人。